# Ярошенко Валерій Станіславович
Валерій Станіславович Ярошенко (нар. 25 серпня 1958, с. Солотвин Бердичівський район, Житомирська область) — заступник Міністра соціальної політики України (з 25 червня 2014).

## Освіта
Освіта вища. У 1984 р. закінчив Київський державний педагогічний інститут ім. О. М. Горького за спеціальністю «Педагогіка і психологія», викладач-дослідник з педагогіки і психології.

## Кар'єра
Трудову діяльність розпочав у 1975 році інструктором по спорту ДСТ «Колос».
1976–1978 — служба в лавах Радянської армії (м. Красноярськ).
З 1984 по 1986 працював вихователем-психологом дитячої установи, викладачем Білоцерківського м'ясо-молочного технікуму, секретарем Білоцерківського міському ЛКСМУ.
1986–1989 — інструктор, заступник командира Київського обласного штабу студентських загонів.
1989–1991 — заступник директора Експериментального молодіжного науково-виробничого об'єднання.
1991–1994 — директор малого підприємства «Юнекс».
1994–2005 — заступник генерального директора, генеральний директор молодіжного центру праці Київської міської державної адміністрації.
2005–2006 — директор Державного центру зайнятості.
2006–2008 — заступник директора — начальник управління інвестицій та розвитку державного підприємства "Центр ділового та культурного співробітництва «Український дім».
2008–2010 — перший заступник голови правління Пенсійного фонду України.

## Нагороди
Має почесне звання «Заслужений працівник соціальної сфери України».